# خانه شهریاری (۲)
خانه شهریاری (۲) مربوط به دوره قاجار است و در شهرستان بهشهر، بخش یانه سر، روستای یانه سر واقع شده و این اثر در تاریخ ۱۷ اسفند ۱۳۸۱ با شمارهٔ ثبت ۷۸۴۲ به‌عنوان یکی از آثار ملی ایران به ثبت رسیده است.
این بنا، ساختمان اداری حکومت استرآباد در زمان زمامداری سردار رفیع یانسری حاکم وقت استرآباد بوده است.